# Parque nacional de Namdapha
El parque nacional [de] Namdapha es un parque nacional indio, localizado sobre las orillas del río Brahmaputra, cerca de Miao en el distrito de Changlang en el estado de Arunachal Pradesh. Fue creado en el año 1983 y está cerca de la frontera entre la India y Myanmar. Es el tercer parque nacional por superficie de la India y es la zona protegida más grande en el punto caliente del Himalaya oriental. Existe en el parque un santuario de pájaros y una reserva para la protección de tigres.
El parque, como «el sueño de un botánico», conserva las pluvisilvas perennes de tierras bajas más al norte del mundo, con latitud 27°N. La zona es también conocida por los amplios bosques de Dipterocarpaceae, comprendiendo las partes más septentrionales de la ecorregión de pluvisilvas de Mizoram-Manipur-Kachin. En el área sobre la zona noreste de Namdapha, hay un pueblo de la tribu Lisu llamado el último pueblo en India. El parque comprende un rango altitudinal de 200-4500 metros y es atravesado por el río Nao-Dihing.
El 5 de enero de 2006 el «Parque nacional Namdapha» fue inscrito en la Lista Indicativa de la India —paso previo a ser declarado Patrimonio de la Humanidad—, en la categoría de bien natural (n.º. ref 2014).

## Flora

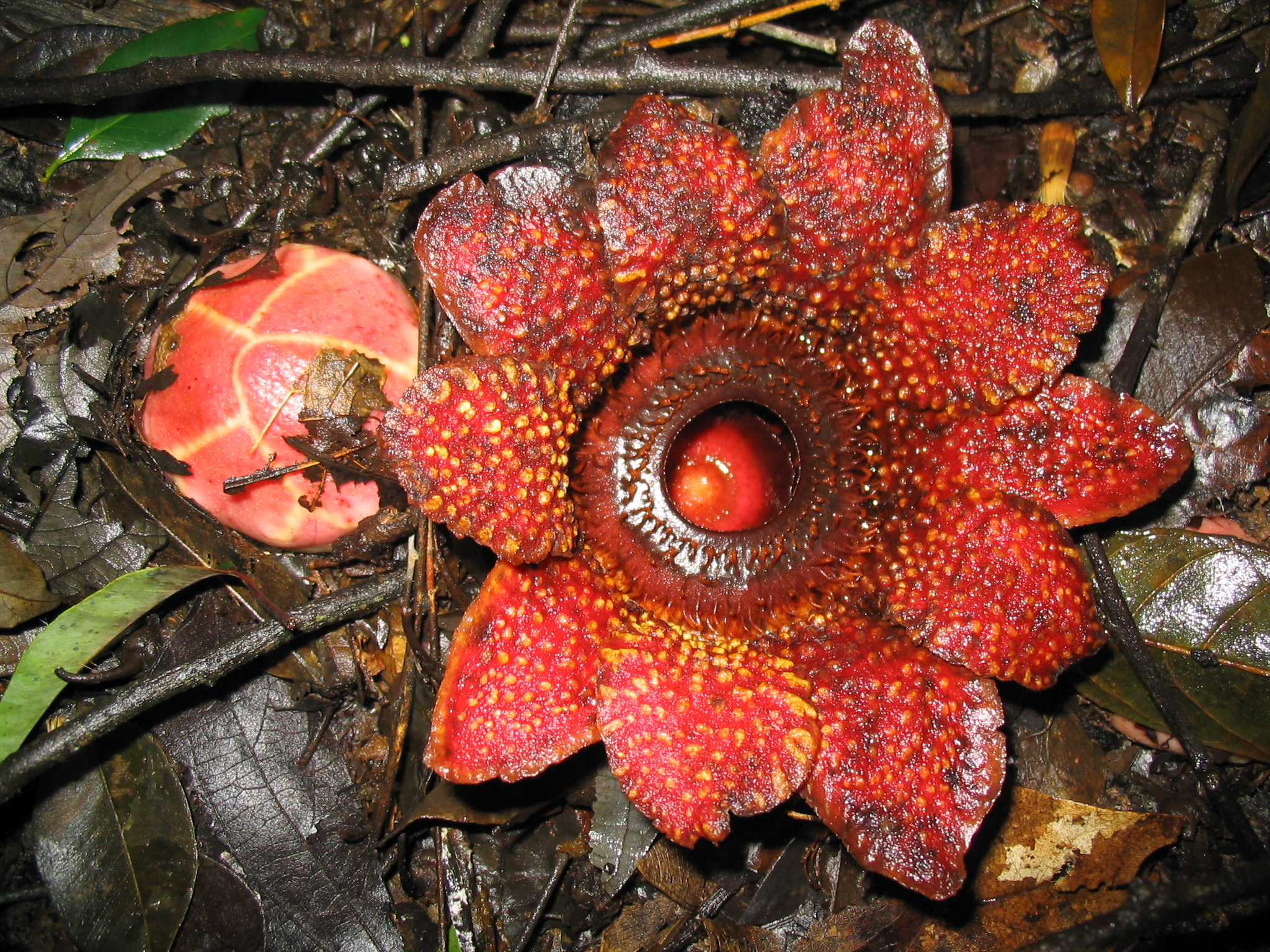
Flor de Sapria himalayana

Sus bosques hermosos poseen una gran diversidad biológica de flora. Un estudio de los detalles de su especies y la variación genética aún no ha sido hecho a fondo. Namdapha es el sueño de todo botánico y esto puede tomar no menos de 50 años para completar una revisión de sus recursos botánicos. 
Sapria himalayana y Balanophora son parásitos de raíces relacionados con Rafflesia documentados en la zona.
La diversidad botánica de Namdapha es la siguiente:
| Categoría (n.º total) | Dicotiledóneas | Monocotiledóneas | Líquenes  | Briófitas | Pteridofitas | Gimnospermas |
| --------------------- | -------------- | ---------------- | --------- | --------- | ------------ | ------------ |
| Familias (215)        | 119 (55.35)    | 19 (8.84)        | 17 (7.90) | 21 (9.77) | 36 (16.74)   | 3 (1.4)      |
| Géneros (639)         | 403 (63)       | 111 (17.37)      | 34 (5.32) | 33 (5.16) | 54 (8.45)    | 4 (0.63)     |
| Especies (1119)       | 674 (60.25)    | 196 (17.5)       | 73 (6.53) | 59 (5.27) | 112 (10)     | 5 (0.66)     |

Valores en paréntesis son porcentaje del número total.
Los árboles de las especies Pinus merkusi y Abies delavayi no se encuentran en ninguna otra parte de la India. Aquí se ha encontrado una de las orquídeas más raras y en peligro de extinción, la orquídea azul (Vanda coerulea). Esta orquídea es cotizada en el mercado a 120 dólares la unidad.
La planta local medicinal más famosa, la Coptis teeta, la usan las tribus locales para todas las clases de enfermedades, pero su exportación ha sido prohibida.

## Fauna
Las vegetaciones y los hábitats de Namdapha albergan diversas especies de animales y pájaros. A continuación detallamos el número de especies que integran su fauna:

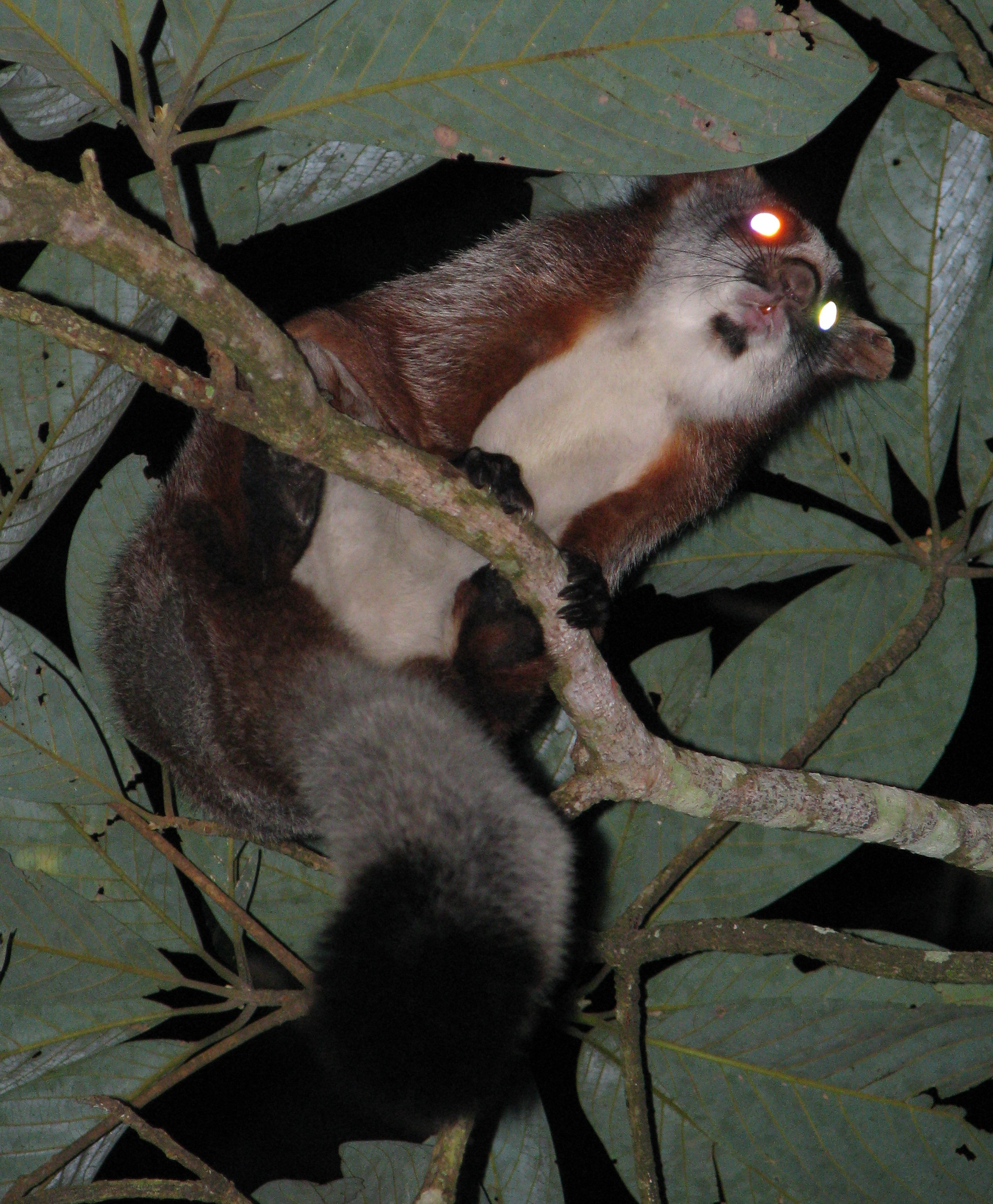
La ardilla voladora Petaurista petaurista se ve a menudo en el parque.

- Gusanos 10
- Sanguijuelas 5
- Insectos 430
- Mariposas y polillas 140
- Peces 76
- Anfibios 25
- Reptiles 50
- Pájaros 453
- Mamíferos 96

### Mamíferos
Especialmente significativo es la presencia de numerosos felinos albergando a tigres, leopardos, a leopardo de las nieves y a la pantera nebulosa, además de numerosos gatos salvajes como el gato leopardo, el gato de pesca. Otros grandes depredadores son el chacal, el cuón, lobos y osos tibetanos. Carnívoros menores incluyen panda rojo, zorro rojo, marta de garganta amarilla, nutria europea, nutria enana, linsang manchado, manturón, civeta de las palmeras común, civeta enana, gran civeta india, civeta de las palmeras enmascarada, gato jaspeado, gato pescador, gato dorado asiático, y dos especies de mangosta.
Siete especies de primates no humanos son vistas en el parque, como el macaco rabón y loris perezosos, gibones hoolock (que está en peligro de extinción y mora en esta selva virgen impenetrable), langur o lutung de gorra, macaco de Assam y  macaco Rhesus.
Grandes herbívoros están representados por elefante indio o asiático, el jabalí, ciervo almizclero enano, muntíaco de la India, ciervo porcino, sambar, gaur, gorales, serau chino, takín y baral.

### Aves
Entre los primeros trabajos sobre las aves de Namdapha fue publicado en 1990. El parque tiene alrededor de 425 especies de aves con muchos más documentados de trabajo en las zonas más altas.
Entre las aves destaca el pato de jungla (Cairina scutulata). Hay cinco especies de bucerótidos documentados en la zona. Entre los grupos de aves se incluye charlatán crestiblanco, picoloros, Fulvetta y Pteruthius. El timalí gorjiblanco es una rara especie de timalíidos que se encuentra solo en las colinas de Patkai y Mishmi y las zonas próximas del Myanmar septentrional, se encuentra en Namdapha. Otras especies raras, de restringida difusión o en peligro globalmente, incluyen el cálao del Nepal, cochoa verde, cochoa púrpura, trepador hermoso, trogón de Ward, alción rojizo, martín pescador meninting, pigargo europeo, alcotán europeo, falconete pío, pato de jungla, cárabo común, arborófila golirrufa y arborófila pechirroja. Varios mosquiteros y migratorias como el cernícalo del Amur y diversos túrdidos se pueden ver aquí. El primer censo de aves acuáticas de mediados del invierno en Namdapha fue realizado en 1994 cuando se documentaron por primera vez especies como la garza de vientre blanco.

### Mariposas y polillas
La región es muy rica en especies de lepidópteros. Se encuentran en abundancia tanto mariposas como polillas, junto con una variedad de otros insectos. Por lo que se refiere a observaciones realizadas durante el Campo Nacional organizado aquí el octubre de 2014 por la BNHS, se vieron una gran cantidad de raras especies de mariposas. Entre ellas están ninfálidas del género Amathuxidia, la Lethe naga, Enispe euthymius, especies del género Vindula, Rhinopalpa polynice, Zeltus etolus, tornasolada, etc.

## Información del parque

### Actividades
El movimiento dentro del parque es restringido. La vegetación es densa lo que lo vuelve un poco restrictivo y le resta visibilidad. Los safaris son conducidos en vehículos de 4 tracciones, montando elefantes y a pie.

### Alojamiento
Se brinda alojamiento turístico en albergues construidos por el gobierno, además en casas ubicadas en la periferia de Namchik. Hay unas casas con las condiciones básicas en Namdapha, en Haldibari. Todo esto hasta que la infraestructura apropiada sea establecida. 

### Acceso
- Por avión: El punto más cercano es el aeropuerto en Dibrugarh, Assam.
- Por tren: La estación ferroviaria está situada en Tinsukia, Assam.
- Por carretera: De Tinusukia o Dibugarh, el viaje a Miao, donde funciona la oficina central del parque nacional y de la Reserva de Tigres, es una distancia de 150 kilómetros. Después, un camino forestal de 28 kilómetros da el acceso al área protegida hasta un lugar llamado Deban, que cuenta con alojamientos. Más allá de esta área no hay ningún otro camino y todo el movimiento dentro de la reserva tiene que ser a pie por el bosque denso con corrientes y ríos que fluyen en el medio.

## Galería de imágenes

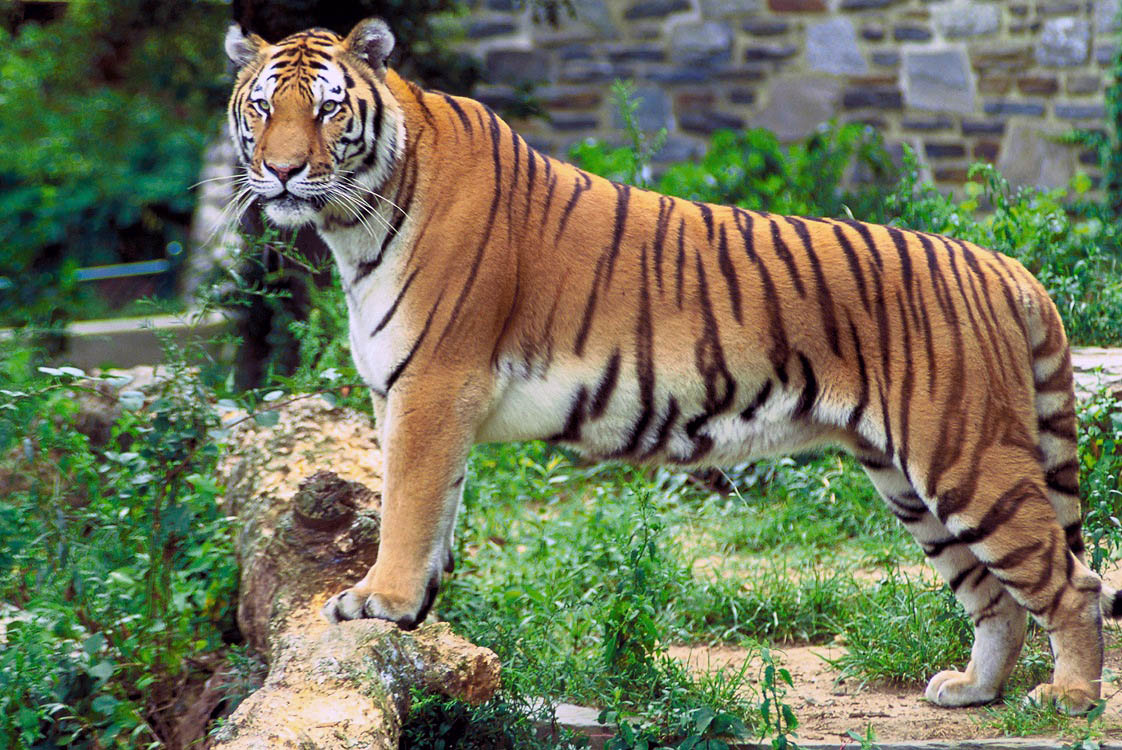
tigre
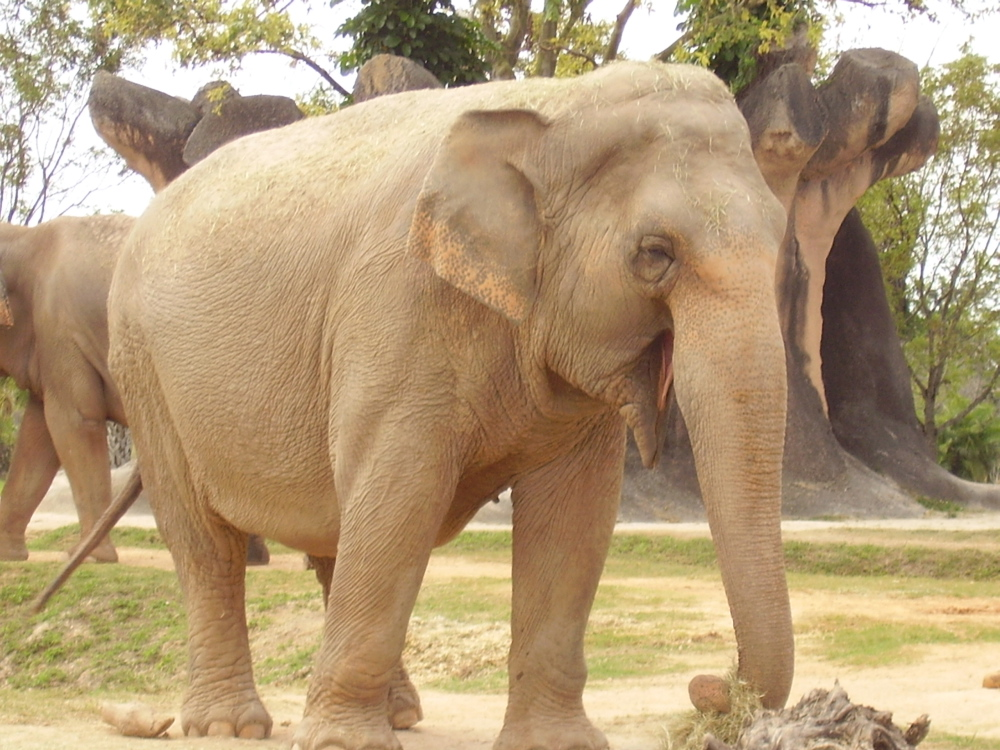
elefante
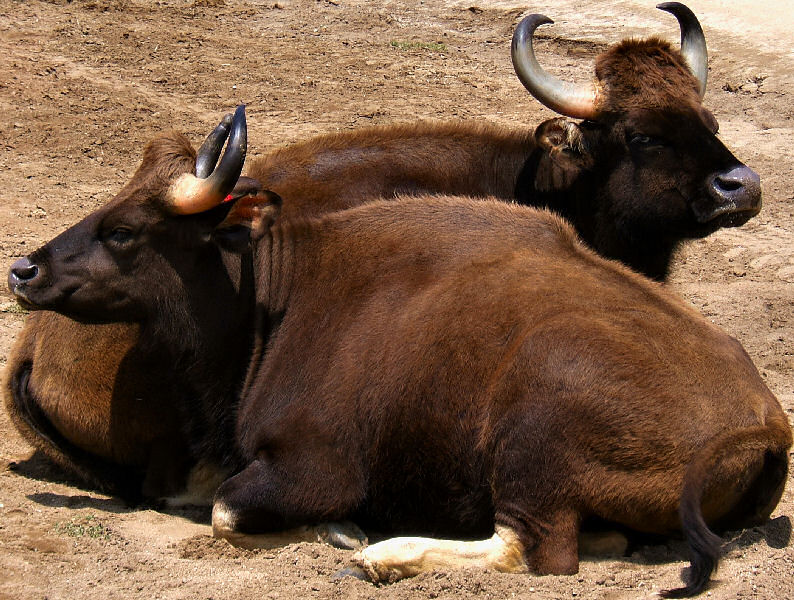
bisonte
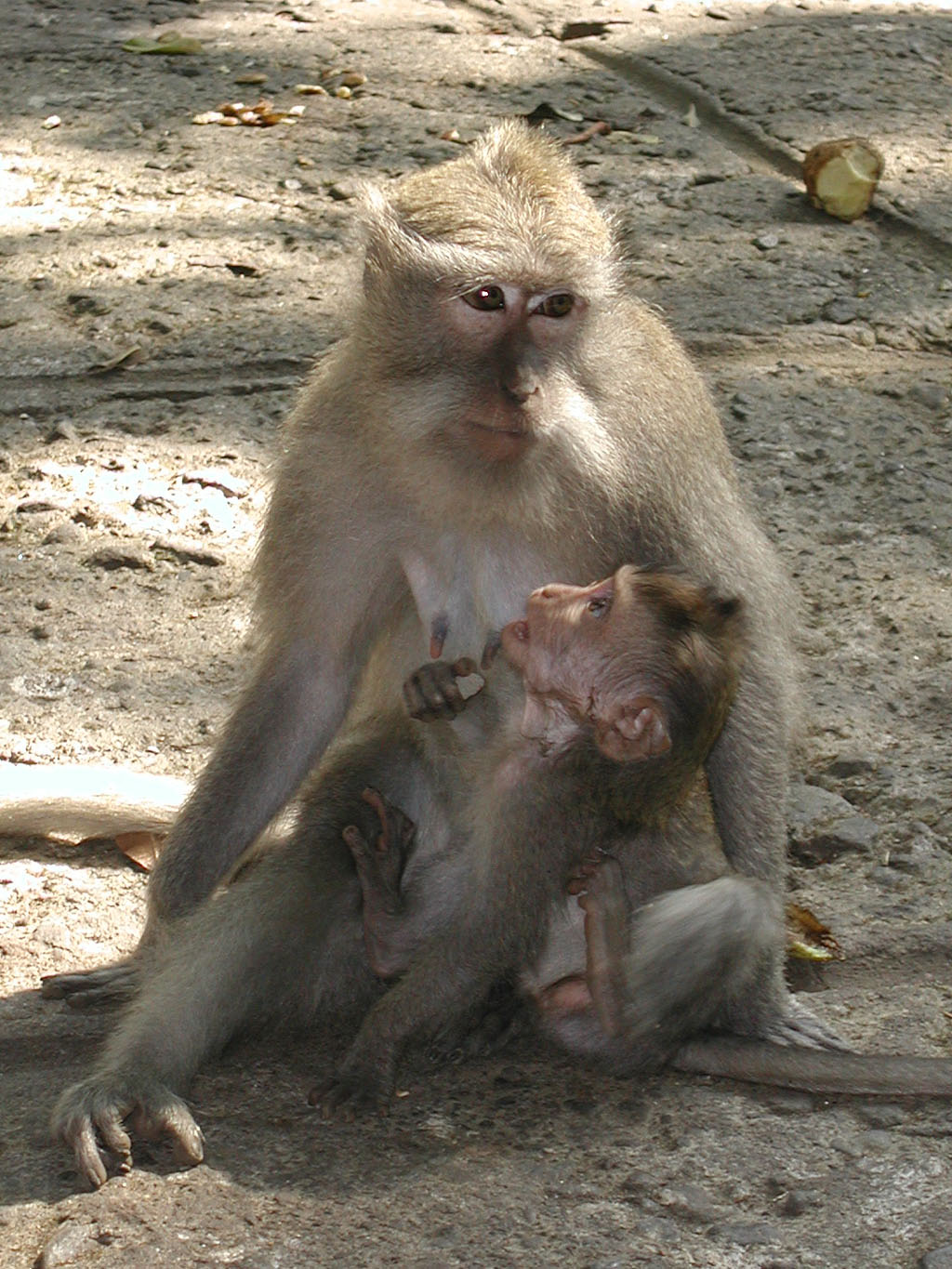
macaco assamese